# 加州承载比
加州承载比（California bearing ratio，缩写为CBR）是一种用来评估道路基层材料机械强度的渗透测试。它是在二战前由加州公路局研发的。
该试验的方法是测量用一标准面积(3in2)的压头贯入土壤样品的压力。测出这个压力后，除以标准压力，即以相同贯入度压进标准碎石材料所需的压力，便得到CBR值。美国材料试验协会的D1883-05和D1883-05标准、以及美国全州道路运输行政官协会的T193标准中都有对CBR的描述。
CBR值用来评估修筑公路时土壤的结构承载力。还可用来评估铺设机场跑道时的土壤承载力。CBR值越高，土壤表面越硬。被开垦的农田的CBR约为3，草皮或湿黏土的CBR约为4.75，潮湿沙土的CBR则可能达到10。高质量碎石的CBR超过80。标准压力是依据加州碎石灰岩，它的CBR为100。
{\displaystyle CBR={\frac {p}{p_{s}}}\cdot 100\quad }
| {\displaystyle CBR\quad }   | = CBR [%]          |
| {\displaystyle p\quad }     | = 测试压力 [N/mm²] |
| {\displaystyle p_{s}\quad } | = 标准压力 [N/mm²] |